# فينس إدواردز
فينس إدواردز (بالإنجليزية: Vince Edwards)‏ مواليد 9 يوليو 1928 في بروكلين، نيويورك، نيويورك، الولايات المتحدة - الوفاة 11 مارس 1996 في لوس أنجلوس، هو ممثل ومخرج أمريكي بدأ مسيرته الفنية سنة 1947. امتدت مسيرته الفنية لأكثر من 48 عاما.

## الأعمال
- القتل
- وجوه حواء الثلاثة

## روابط خارجية
- فينس إدواردز على موقع IMDb (الإنجليزية)
- فينس إدواردز على موقع ألو سيني (الفرنسية)
- فينس إدواردز على موقع ميوزك برينز (الإنجليزية)
- فينس إدواردز على موقع تيرنر كلاسيك موفيز (الإنجليزية)
- فينس إدواردز على موقع أول موفي (الإنجليزية)
- فينس إدواردز على موقع قاعدة بيانات الأفلام السويدية (السويدية)
- فينس إدواردز على موقع إن إن دي بي (الإنجليزية)
- فينس إدواردز على موقع ديسكوغز (الإنجليزية)
- فينس إدواردز على موقع قاعدة بيانات الفيلم (الإنجليزية)
- فينس إدواردز على موقع كينوبويسك (الروسية)